# BMP-13
La proteína morfogenética ósea 13 (BMP-13 Bone morphogenetic proteins, también Growth differentiation factor 6 en inglés), pertenece a la familia de las proteínas morfogenéticas del hueso. Un potencial terapéutico es que podrá ser utilizada como un inhibidor de la formación ósea patológica.

## Características

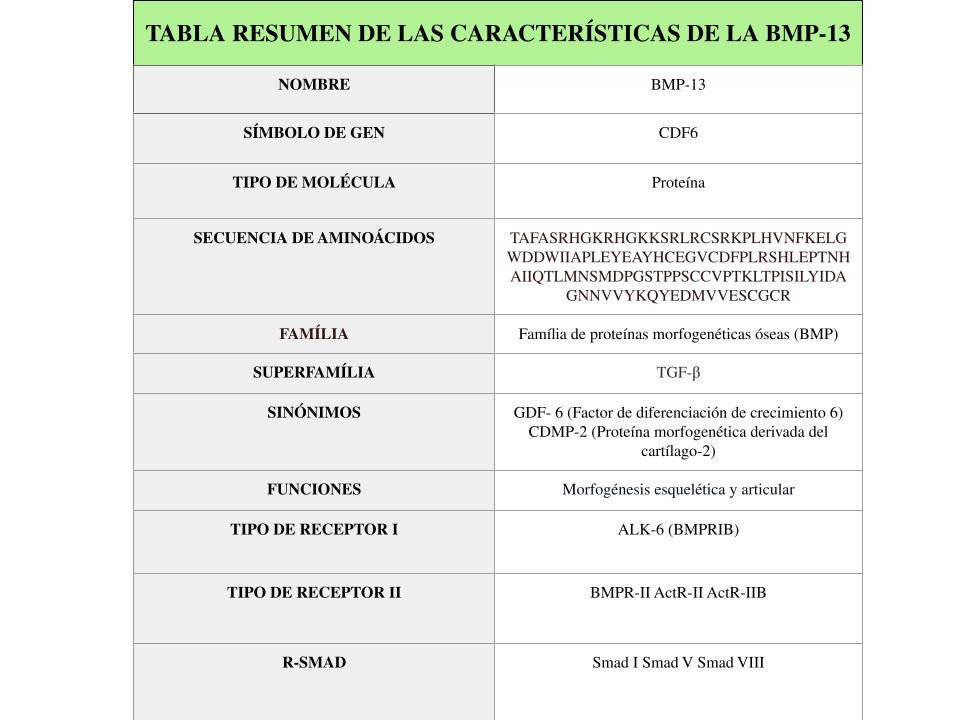
Tabla 5: Resumen general de las características de la proteína BMP-13

Las proteínas morfogénicas óseas (BMP) son factores de crecimiento multifuncionales, también conocidos como citoquinas y metabológenos, que pertenecen a la superfamilia del factor de crecimiento transformante beta (TGF-beta). 
 Existen distintos tipos de BMP, entre ellos están las citocinas anabólicas, (BMP-2, 4, 6, 7, 9 y 13, y otros como IGF-1, TGFβ1, β2 y β3), que actúan como factores de desarrollo y de diferenciación para aumentar la actividad de síntesis. 

La BMP-13 desempeña un rol importante en la morfogénesis esquelética y articular. Puede inducir la formación de tejidos óseos, tendinosos y ligamentosos. Además, es un factor de crecimiento que controla la proliferación y diferenciación celular en la retina. Más actualmente, se han hecho varias investigaciones, en las que se estudió el papel como inhibidor de la BMP-13 en la diferenciación osteogénica de las células estromales mesenquimales multipotentes (BM-MSC) de la médula ósea humana in vitro. De este modo, se ha llegado a la conclusión de que la proteína BMP-13 puede ser un inhibidor de la formación ósea patológica, proporcionando así, una idea de su potencial terapéutico. 

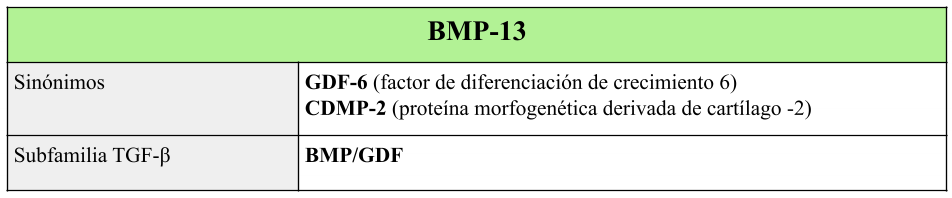
Tabla 1: Clasificación de la BMP-13.

## Historia
Mediante los experimentos del Dr. R. Marshall Urist pudo observarse por primera vez la formación heterotópica de hueso y se descubrió así que la matriz ósea desmineralizada estimula la formación de tejido óseo nuevo. Dicho hallazgo condujo al planteamiento de la posible existencia de algún factor estimulante del crecimiento óseo y al aislamiento de las BMP, únicas proteínas conocidas para inducir la formación de hueso nuevo. A este fenómeno que describe el proceso biológico de neo formación ósea se le denominó “competencia osteogénica” en 1969.
Las BMP deben su nombre al Dr. Urist que, tras establecer una relación entre la osteoinducción y los factores asociados a fibras de colágena, las bautizó como “proteínas óseas morfogenéticas” en 1971. A lo largo de la década de los 70, el estudio de la naturaleza y el papel funcional de la matriz ósea desmineralizada purificada confirmó la presencia de morfógenos en la osteogénesis ectópica. Las BMP, por lo tanto, participan en el proceso de osteoinducción induciendo un cambio en las células perivasculares tipo mesenquimales desde una vía de desarrollo fibro- progenitora a otra osteoprogenitora. Pudo observarse también el papel de las BMP en el desarrollo de cartílago y hueso (diferenciación osteoblástica a partir de fibroblastos).
Posteriormente, pudo accederse a la obtención de factores de crecimiento osteoinductivos como morfógenos óseos recombinantes para aplicaciones clínicas gracias a la caracterización, aislamiento, purificación y clonación de las BMP.  
En los últimos años se han identificado los distintos Locus del gen de las proteínas de la familia BMP. También se ha establecido que la BMP-13, junto con la BMP-12, representan el homólogo humano del GDF-7 y GDF-6 de rata, respectivamente. Éstos están emparentados con el GDF-5 (BMP-14), que colabora en el desarrollo de cartílago y hueso en las extremidades de la rata.

## Localización
Las BMP se identificaron originalmente como componentes de la matriz ósea desmineralizada que estimulan la producción de tejido óseo nuevo cuando se implantan en sitios ectópicos o de fractura. La BMP13 se identificó en tejido cartilaginoso y en virtud de su homología con otros miembros de las familia BMP.
Se han identificado más de 30 BMP en diferentes especies. La estructura de las proteínas y, en menor grado, las secuencias de aminoácidos se conservan evolutivamente. Por ello, sabemos que las BMP están presentes en varias especies, incluidos mamíferos, peces, anfibios y aves. Hasta la fecha, la BMP13 parece estar restringida a los vertebrados.

## Estructura
Las BMP son proteínas formadas por dos cadenas polipeptídicas idénticas. Tras la disociación de las correspondientes secuencias de propéptidos se produce la proteína biológicamente activa. Con excepción de la BMP-1, que es idéntica a la proteinasa de procolágenos C, todas las BMP presentan restos de cisteína en su extremo C7 terminal y, en consecuencia, se engloban en la familia de proteínas del factor de crecimiento transformante-beta (TGF-ß). Entre los miembros de esta amplia familia, emparentados con las BMP, se encuentran, entre otros, la activina e la inhibina. En la familia BMP también se incluyen los llamados factores de crecimiento o diferenciación (growth differentiation factor, GDF).

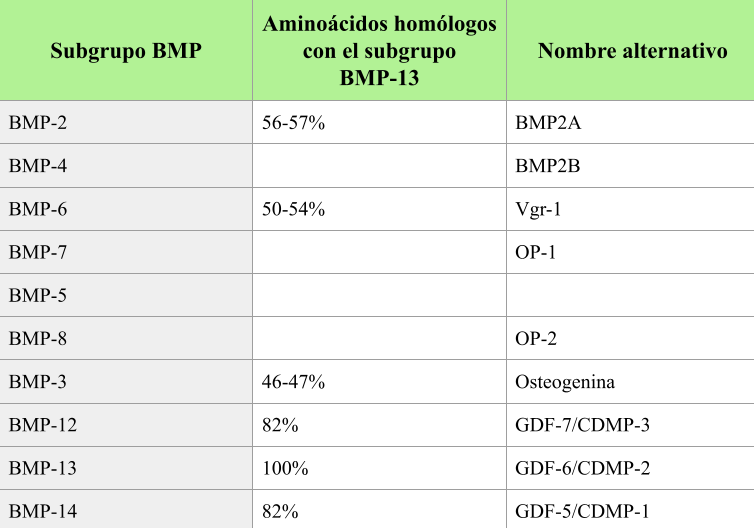
Tabla 2: Subgrupos de la familia de proteínas BMP por homología de aminoácidos (*Homología en el dominio activo C-terminal).

### Semejanza estructural con otras proteínas BMP
Los miembros de la familia BMP tienen un rango de identidad de aminoácidos del 40-60%. Pero se pueden dividir en subgrupos de acuerdo con el parecido estructural entre proteínas, como se enumera en la Tabla 2. Por lo tanto, la clasificación viene determinada por la secuencia de aminoácidos. 
La BMP13 (GDF6, CDMP2) tiene un mayor grado de homología (80-86% de identidad de aminoácidos) con otros miembros de la subfamilia GDF (GDF5/BMP14, GDF7/BMP12) que con el grupo BMP más amplio (aproximadamente 50%), que indica el potencial de función conservada.
La secuencia de aminoácidos de BMP13/GDF6 está altamente conservada en los vertebrados. 
En el humano: original 455aa; PTM: Señal 2-22; Pro-péptido: aa23-335; GDF: aa335-455.

Actualmente, no se han identificado ortólogos de invertebrados. La homología de secuencia se concentra en el dominio C-terminal activo (Tabla 3), lo que indica una conservación significativa de la función. La dynamo y el radar Zebrafish, los homólogos de BMP13 más divergentes, también muestran >90% de homología en esta región. En los vertebrados superiores, existen regiones conservadas asociadas con mutaciones del desarrollo, pero hay mucha menos similitud de secuencia en el dominio N-terminal (Tabla 4).

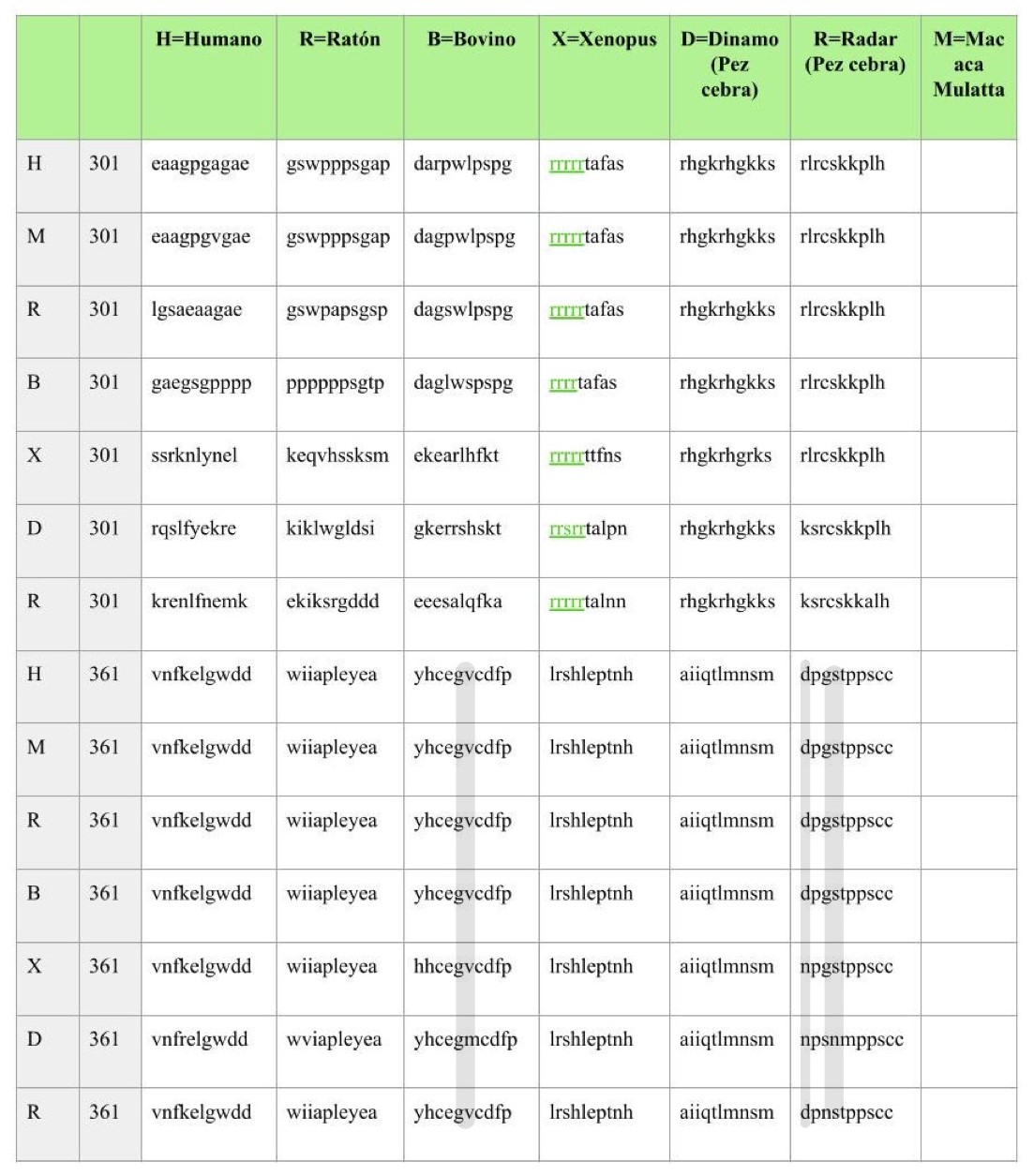
Tabla 3: Alineación de la secuencia de aminoácidos del dominio activo C-terminal de BMP13 de varias especies de vertebrados ". Las áreas sombreadas representan diferencias de aminoácidos en comparación con la secuencia humana. El color verde explica el sitio de escisión de proteasa de consenso.

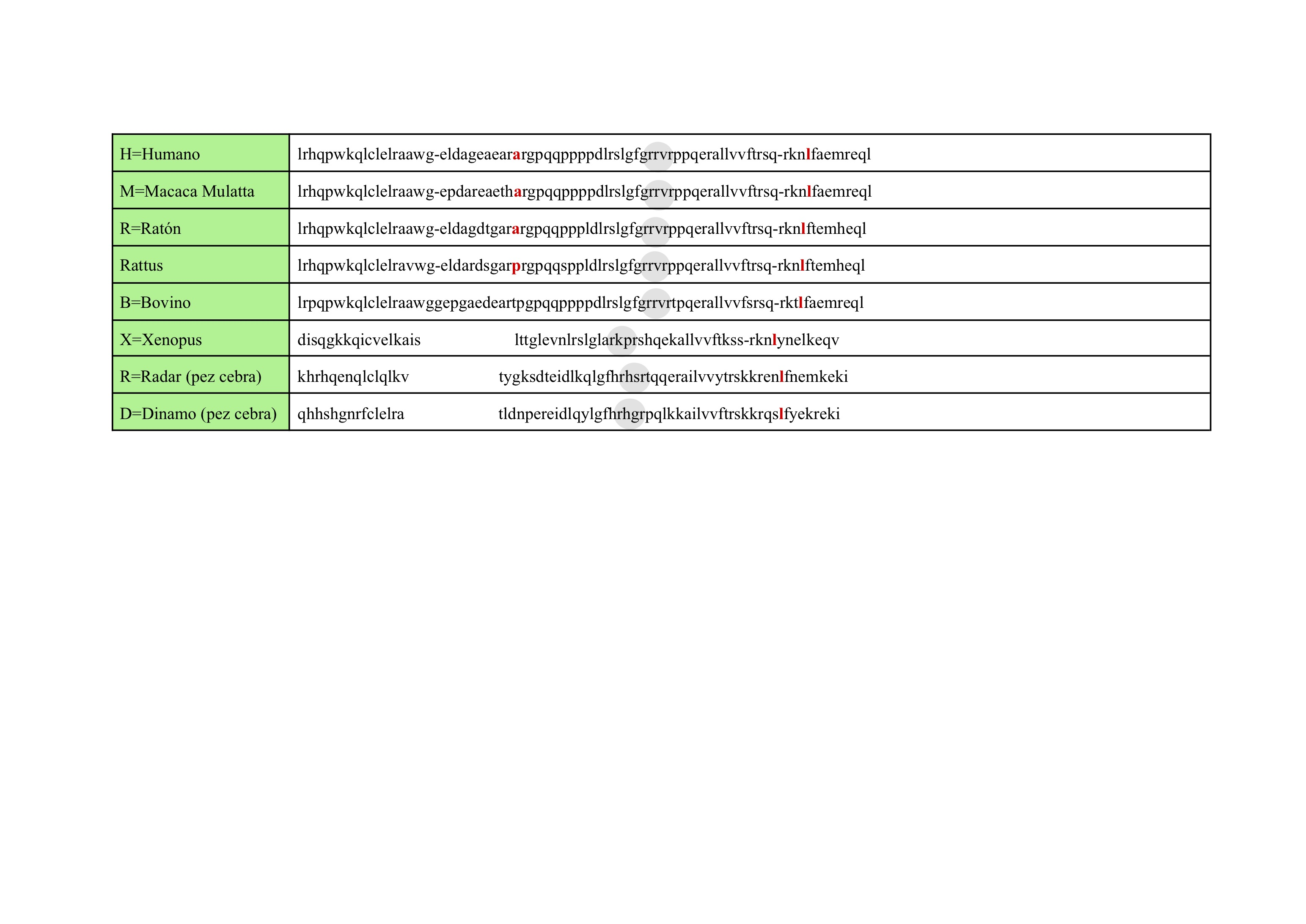
Tabla 4: Alineación de secuencias de aminoácidos que rodean el supuesto segundo sitio de escisión de BMP13. La alineación de las secuencias de aminoácidos demuestra homología con un segundo sitio de escisión de proteasa consenso (sombreado gris). Los residuos resaltados en rojo están particularmente conservados.

La información estructural de las proteínas BMP13 se basa en el análisis de las características estructurales conservadas de los miembros de la familia BMP. La estructura tridimensional de las BMP se denomina “nudo de cisteína”. Son sintetizadas como grandes moléculas precursoras que contienen un prodominio y un dominio activo, las BMP forman homodímeros en el retículo endoplásmico (RE) y se escinden proteolíticamente en el Golgi en los sitios de escisión de la seropeptidasa dibásica consenso RXXR. La BMP13 tiene una secuencia consenso para la escisión por una serina proproteína convertasa como la furina, posicionada para liberar un dominio C-terminal activo de 121 aminoácidos (aa).

## Función
Las BMP son capaces de inducir la formación de hueso endocondral y son importantes reguladores de eventos clave en el proceso de formación ósea durante la embriogénesis, el crecimiento posnatal, la remodelación y la regeneración del esqueleto. Se encargan de regular la masa muscular e inducen la diferenciación de las células mesenquimales para mantener un correcto equilibrio esquelético durante el desarrollo embrionario y los procesos de reparación en tejidos, así como en la reparación de fracturas. Asimismo, participan en fenómenos de homeostasis ósea.
Las células mesenquimáticas pluripotentes constituyen lugares diana de las BMPs en tejidos blandos, como son el músculo, periostio y tejido blando subcutáneo, así como en las células madre de la médula ósea. Las BMPs se unen a los receptores de superficie de dichas células para desarrollar su actividad biológica. Asimismo, pueden unirse a los receptores transmembranales serina/treonina/quinasa de Tipo I y Tipo II específicos. De este modo, se forman complejos heterodímeros en las superficies de las células diana. Se sabe que los monocitos humanos presentan entre 750 y 1000 complejos-receptores de BMP.
La fosforilación de las llamadas proteínas Smad, causada por la previa fosforilación del complejo proteína-receptor Tipo II, da lugar a la formación de trímeros. Tras la translocación de estos al núcleo, se inicia la transcripción del llamado "gen de respuesta".

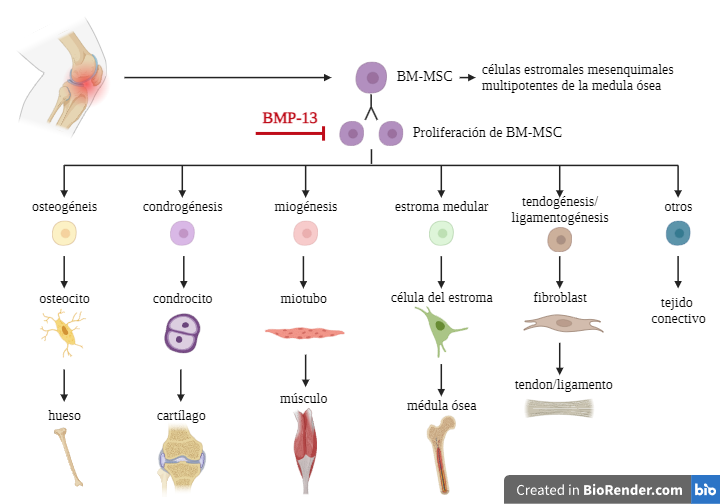
Figura 1: Inhibición por parte de la BMP-13 de la proliferación osteogénica de las células estromales mesenquimales multipotentes (BM-MSC).

La BMP-13 puede regular la miogénesis, la condrogénesis, la morfogénesis ósea y la diferenciación y supervivencia de las neuronas. Desempeña un papel de considerable importancia en el desarrollo esquelético. Estudios indican que la BMP-13 es capaz de inhibir la diferenciación osteogénica de las células estromales mesenquimales multipotentes (BM-MSC) de la médula ósea humana in vitro. Una mutación funcional en el gen BMP-13 o la deficiencia de dicha proteína se asocia con una formación excesiva de hueso y se relaciona con el síndrome Klippel-Feil.
Es por ello que la función biológica de la BMP-13 posee un potencial terapéutico notable para restringir la formación ósea patológica.  
Síntesis de las BMP

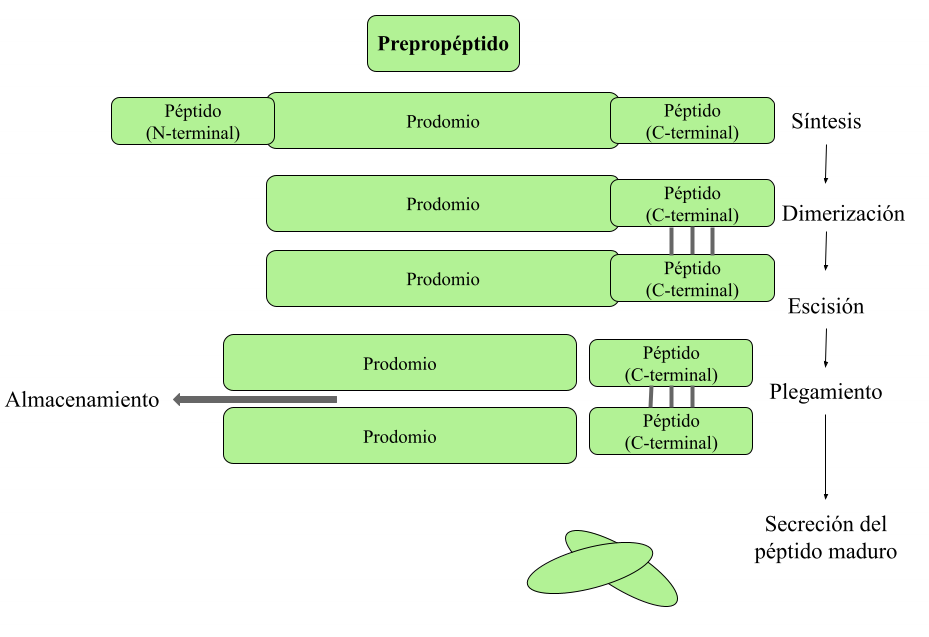
Figura 2: Esquema general síntesis de la familia de las proteínas BMP.

Las BMP son sintetizadas dentro de la célula como precursores proteicos largos e inactivos, llamados prepropéptidos. (Figura 2). Estos están constituidos por aproximadamente 450 aminoácidos y tiene tres zonas principales: un péptido de señal hidrófobo amino-terminal (N-terminal), que dirige a la proteína en la vía de su secreción; un prodominio indispensable para el plegamiento adecuado y un péptido carboxilo-terminal (C-terminal) maduro, que constituye al monómero de proteína ósea morfogenética. También contienen sitios para la unión de carbohidratos con el grupo amino de la asparagina (N-glicosilación) o con el grupo hidroxilo de la serina/treonina (O-glicosilación), cosa que puede aumentar su estabilidad.

## Aplicación médica
La proteína morfogenética ósea-13 (BMP-13) se encuentra relacionada con diferentes aplicaciones clínicas y enfermedades. 
Por una parte, la BMP-13 es importante en la formación del esqueleto. Se ha demostrado que las mutaciones en el gen BMP-13 están asociadas con la fusión vertebral de la columna vertebral en el síndrome de Klippel-Feil, se necesita por lo tanto la señalización con BMP-13 para regular la osificación endocondral embrionaria. Se descubrió que BMP-13 inhibe la diferenciación osteogénica de las células estromales mesenquimales multipotentes de médula ósea humana (BM MSCs) in vitro. La expresión génica se analizó mediante PCR. La expresión y actividad de la fosfatasa alcalina (ALP), la síntesis de proteoglicanos (PG) y la mineralización de la matriz se evaluaron mediante tinción citológica o ensayo de ALP. Según los resultados la expresión endógena de ARNm de BMP-13 era superior a la de BMP-2 o -7 durante el crecimiento de las MSC. La suplementación con BMP-13 inhibió fuertemente la mineralización de la matriz y la actividad ALP de las MSC diferenciadas ontogénicamente, pero aumentó la síntesis de PG. En conclusión, la BMP-13 inhibió la diferenciación osteogénica de las MSC, esto sugiere que si hay problemas en el gen BMP-13, podría llevar a un exceso de formación de hueso, se observa por lo tanto cómo BMP-13 podría usarse terapéuticamente para controlar la formación anormal de hueso.
Por otra parte, encontramos como se relaciona directamente con la fibrosis hepática, un proceso en el que el hígado forma una cicatriz como respuesta a una lesión crónica. Se ha descrito que la proteína morfogenética ósea 13 (BMP13) promueve la reparación de huesos y tendones, esta aumenta su presencia durante la activación de unas células hepáticas específicas (llamadas células estrelladas hepáticas o HSC), que son cruciales en la fibrosis hepática. En concordancia con esto, BMP13 se elevó en modelos murinos de fibrosis hepática, y la tinción de inmunofluorescencia mostró colocalización de BMP13 y α-actina de músculo liso (α-SMA), un marcador de HSC activadas, en tejido hepático humano cirrótico. En estudios con ratones y tejido hepático humano dañado, se observó que BMP13 se encuentra en las mismas áreas que las HSC activadas. Cuando se eliminó BMP13 en células hepáticas humanas activadas, se redujo la actividad de ciertas proteínas relacionadas con la fibrosis. Por otro lado, la adición de BMP13 a estas células promueve la activación de ciertas proteínas y genes que están relacionados con la fibrosis hepática. En resumen, estos datos indican un aumento de la expresión de BMP13 en la fibrosis hepática como factor profibrogénico. Por lo tanto, este factor de crecimiento soluble podría tener potencial como nuevo marcador de fibrosis y diana terapéutica antifibrogénica en pacientes con enfermedad hepática crónica. 